# إفراين بيرغوس
إفراين بيرغوس (بالإسبانية: Efrain Burgos)‏ هو مدرب كرة قدم ولاعب كرة قدم سلفادوري في مركز الوسط، ولد في 11 أبريل 1961 في سانتا آنا مونيسباليتي في السلفادور. شارك مع منتخب السلفادور لكرة القدم. أما مع النوادي، فقد لعب مع كوبان إمبيريال ونادي سانتانيكوس أسوشيتد.